# Barrett Heisten
Barrett Heisten (né le 19 mars 1980 à Anchorage aux États-Unis) est un joueur professionnel de hockey sur glace.

## Carrière
Heisten commence sa carrière en jouant dans l'Équipe des États-Unis junior dans l'United States Hockey League en 1999-98 puis il rejoint l'Université du Maine et son équipe des Black Bears en 1998.
En 1999, après avoir remporté le championnat, il est choisi lors du repêchage d'entrée dans la Ligue nationale de hockey lors du premier tour par les Sabres de Buffalo, le vingtième joueur choisi cette année. Il ne rejoint pas pour autant la LNH et continue dans la NCAA pour une nouvelle saison. Le 7 août 2000, il quitte l'Université et signe avec les Thunderbirds de Seattle de la ligue junior de la Ligue de hockey de l'Ouest.
Au cours de la saison 2001-2002, il signe en tant qu'agent libre avec les Rangers de New York sans avoir joué avec les Sabres mais ne joue que dix matchs dans la LNH. Il passe le plus clair de la saison dans la Ligue américaine de hockey avec l'équipe affiliée aux Rangers, le Wolf Pack de Hartford. Le 12 mars 2002, il quitte l'organisation des Rangers et rejoint les Stars de Dallas pour jouer dans la LAH avec les Grizzlies de l'Utah. Il est alors échangé avec Manny Malhotra en retour de Martin Ručinský et de Roman Liachenko mais ne jouera pas dans la LNH.
En août 2004, il signe avec les Islanders de New York mais en raison d'un lock-out, la saison est annulée et il joue avec les Sound Tigers de Bridgeport pour la saison. Ne parvenant pas à se faire une place dans l'effectif d'une franchise de la LNH, il pense alors à prendre sa retraite mais son frère aîné, Chris lui propose alors de venir le rejoindre au sein de l'équipe de leur ville natale, les Aces de l'Alaska.
Il va alors aider l'équipe de l'ECHL à remporter la Coupe Kelly en 2005-06. Il va passer les trois prochaines saisons prenant le rôle d'assistant capitaine puis de capitaine avant de prendre officiellement sa retraite en janvier 2008 à la suite d'une blessure récurrente,.

## Statistiques

### Statistiques en club
| Saison     | Équipe                       | Ligue      |    | Saison régulière | Saison régulière | Saison régulière | Saison régulière | Saison régulière |   | Séries éliminatoires | Séries éliminatoires | Séries éliminatoires | Séries éliminatoires | Séries éliminatoires |
| Saison     | Équipe                       | Ligue      | PJ | B                | A                | Pts              | Pun              | PJ               | B | A                    | Pts                  | Pun                  |                      |                      |
| 1997-1998  | Équipe des États-Unis junior | USHL       | 16 | 3                | 9                | 12               | 68               | -                | - | -                    | -                    | -                    |                      |                      |
| 1997-1998  | Équipe des États-Unis junior | NAHL       | 6  | 1                | 5                | 6                | 74               | -                | - | -                    | -                    | -                    |                      |                      |
| 1998-1999  | Black Bears du Maine         | NCAA       | 34 | 12               | 16               | 28               | 72               | -                | - | -                    | -                    | -                    |                      |                      |
| 1999-2000  | Black Bears du Maine         | NCAA       | 37 | 13               | 24               | 37               | 86               | -                | - | -                    | -                    | -                    |                      |                      |
| 2000-2001  | Thunderbirds de Seattle      | LHOu       | 58 | 20               | 57               | 77               | 61               | 9                | 2 | 6                    | 8                    | 20                   |                      |                      |
| 2001-2002  | Rangers de New York          | LNH        | 10 | 0                | 0                | 0                | 2                | -                | - | -                    | -                    | -                    |                      |                      |
| 2001-2002  | Wolf Pack de Hartford        | LAH        | 49 | 9                | 9                | 18               | 60               | -                | - | -                    | -                    | -                    |                      |                      |
| 2001-2002  | Grizzlies de l'Utah          | LAH        | 12 | 5                | 1                | 6                | 14               | 5                | 1 | 0                    | 1                    | 4                    |                      |                      |
| 2002-2003  | Grizzlies de l'Utah          | LAH        | 58 | 10               | 10               | 20               | 47               | 2                | 0 | 0                    | 0                    | 4                    |                      |                      |
| 2003-2004  | Grizzlies de l'Utah          | LAH        | 73 | 4                | 13               | 17               | 98               | -                | - | -                    | -                    | -                    |                      |                      |
| 2004-2005  | Sound Tigers de Bridgeport   | LAH        | 64 | 7                | 12               | 19               | 59               | -                | - | -                    | -                    | -                    |                      |                      |
| 2005-2006  | Aces de l'Alaska             | ECHL       | 64 | 26               | 45               | 71               | 143              | 22               | 5 | 11                   | 16                   | 58                   |                      |                      |
| 2006-2007  | Aces de l'Alaska             | ECHL       | 60 | 17               | 33               | 50               | 121              | 12               | 1 | 7                    | 8                    | 8                    |                      |                      |
| 2007-2008  | Aces de l'Alaska             | ECHL       | 24 | 7                | 10               | 17               | 38               | -                | - | -                    | -                    | -                    |                      |                      |
| Totaux LNH | Totaux LNH                   | Totaux LNH | 10 | 0                | 0                | 0                | 2                | -                | - | -                    | -                    | -                    |                      |                      |

### Statistiques en équipe nationale
| Année | Compétition                 |   | PJ | B | A | Pts | Pun                     |  | Résultat |
| 1999  | Championnat du monde junior | 6 | 2  | 4 | 6 | 8   | Défaite au premier tour |  |          |